# Rudolf Trofenik
Rudolf Trofenik, slovenski založnik, pravnik, prevajalec, latinist in akademik, * 15. april 1911, Maribor, † 7. december 1991, München.
Rodil se je kot nezakonski otrok Johane Trofenik.
Trofenik je deloval kot založnik v Münchnu in bil dopisni član Slovenske akademije znanosti in umetnosti (od 30. maja 1991).